# Općinska A nogometna liga Koprivnica 1981./82.
"Općinska A nogometna liga Koprivnica" za sezonu 1981./82. je bila liga sedmog stupnja nogometnog prvenstva SFRJ. 
 
Sudjelovalo je 10 klubova, a prvak je bila "Lipa" iz Hlebina. 
 
Za sezonu 1982./83. liga je preimenovana u "1. općinsku nogometnu ligu Koprivnica", dok je "Općinska B liga Koprivnica" preimenovana u "2. općinsku nogometnu ligu Koprivnica".  

## Ljestvica
| mj. | klub                        | ut. | pob. | ner. | por. | gol+ | gol- | bod     |
| --- | --------------------------- | --- | ---- | ---- | ---- | ---- | ---- | ------- |
| 1.  | Lipa Hlebine                | 18  | 16   | 1    | 1    | 73   | 20   | 33      |
| 2.  | Mučna Reka (Reka)           | 18  | 11   | 4    | 3    | 50   | 25   | 26      |
| 3.  | Panonija Peteranec          | 18  | 10   | 3    | 5    | 70   | 24   | 23      |
| 4.  | Miklinovec Koprivnica       | 18  | 8    | 4    | 6    | 38   | 31   | 20      |
| 5.  | Galeb Koledinec             | 18  | 8    | 4    | 6    | 48   | 40   | 17 (-3) |
| 6.  | Jadran Kuzminec             | 18  | 8    | 1    | 9    | 44   | 58   | 17      |
| 7.  | Sabarija Subotica Podravska | 18  | 5    | 6    | 7    | 32   | 44   | 16      |
| 8.  | Omladinac Herešin           | 18  | 4    | 2    | 12   | 24   | 60   | 10      |
| 9.  | Tehničar Cvetkovec          | 18  | 2    | 4    | 12   | 25   | 73   | 8       |
| 10. | Mladost Mali Otok           | 18  | 2    | 3    | 13   | 25   | 55   | 4 (-3)  |

## Rezultatska križaljka
| kratica | klub                        | GAL | JAD | LIPA | MIK | MLA | MUR | OML | PAN | SAB | TEH |
| --- | --------------------------- | --- | --- | ---- | --- | --- | --- | --- | --- | --- | --- |
| GAL | Galeb Koledinec             |     |     |      |     |     |     |     |     |     |     |
| JAD | Jadran Kuzminec             |     |     |      |     |     |     |     |     |     |     |
| LIPA | Lipa Hlebine                |     |     |      |     |     |     |     |     |     |     |
| MIK | Miklinovec Koprivnica       |     |     |      |     |     |     |     |     |     |     |
| MLA | Mladost Mali Otok           |     |     |      |     |     |     |     |     |     |     |
| MUR | Mučna Reka (Reka)           |     |     |      |     |     |     |     |     |     |     |
| OML | Omladinac Herešin           |     |     |      |     |     |     |     |     |     |     |
| PAN | Panonija Peteranec          |     |     |      |     |     |     |     |     |     |     |
| SAB | Sabarija Subotica Podravska |     |     |      |     |     |     |     |     |     |     |
| TEH | Tehničar Cvetkovec          |     |     |      |     |     |     |     |     |     |     |
| |                             |     |     |      |     |     |     |     |     |     |     |
| podebljan rezultat - utakmice od 1. do 9. kola (1. utakmica između klubova) rezultat normalne debljine - utakmice od 10. do 18. kola (2. utakmica između klubova) rezultat nakošen - nije vidljiv redoslijed odigravanja međusobnih utakmica iz dostupnih izvora rezultat smanjen * - iz dostupnih izvora nije uočljiv domaćin susreta prekrižen rezultat - poništena ili brisana utakmica p - utakmica prekinuta 3:0 p.f. / 0:3 p.f. - rezultat 3:0 bez borbe n.i. - nije igrano |                             |     |     |      |     |     |     |     |     |     |     |

 Izvori:

## Unutarnje poveznice
- Međuopćinska liga Koprivnica – Križevci 1981./82.